# Castillo de naipes

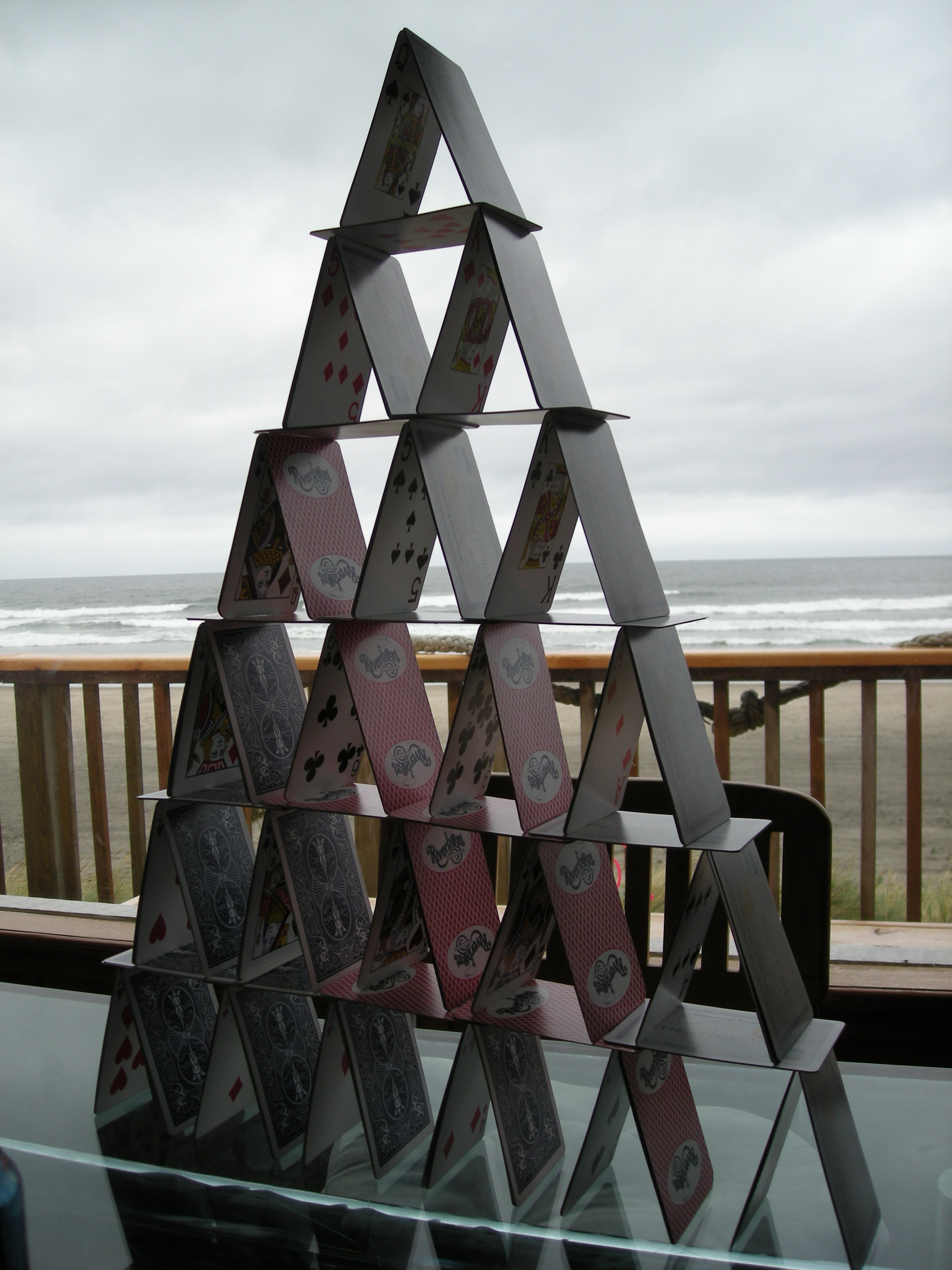
Un castillo de naipes clásico de seis plantas.

Un castillo de naipes o torre de naipes es una estructura creada colocando naipes uno encima del otro, a menudo con forma piramidal. «Castillo de naipes» es también una frase hecha que alude a una estructura o idea construida sobre unos cimientos inestables o que se derrumbará si se elimina un elemento necesario, pero posiblemente pasado por alto o despreciado. Las estructuras construidas superponiendo piezas de esta manera, como Stonehenge, son denominados «arquitectura de castillos de naipes», que se remonta a las épocas ciclópea y megalítica.

## Descripción
Las estructuras creadas usando este método dependen únicamente del equilibrio y la fricción para mantenerse en pie. Idealmente, no se usan adhesivos ni otros métodos externos de conexión, y no se hacen daños ni alteraciones a los naipes. Cuanto más grande es el castillo de naipes, mayor es el número de naipes que pueden fallar y comprometer la integridad de la estructura. El apilador de naipes profesional Bryan Berg afirma, sin embargo, que cuantas más naipes se colocan en una torre esta se hace más fuerte debido al mayor peso de las naipes que ejercen presión sobre la base, aumentando la fricción y permitiendo que algunos naipes se desestabilicen ocasionalmente sin que se derrumbe toda la estructura. También afirma que una adecuada técnica de apilamiento permite que los naipes funcionen como muros de corte, lo que confiere una considerable estabilidad a la estructura.

Diferentes tipos de apilamiento de cartas
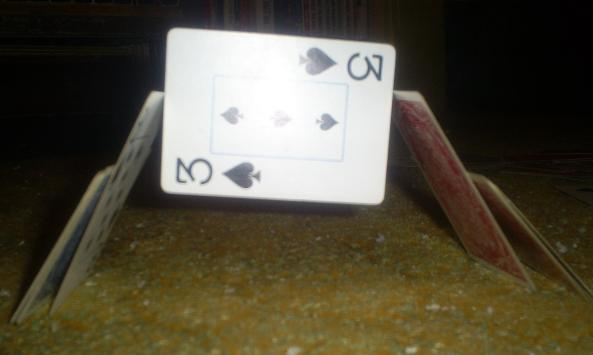
Un castillo de naipes que mantiene en equilibrio un naipe entre sus muros.
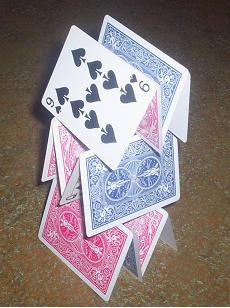
Un castillo de naipes, con un nivel apilado encima del anterior.
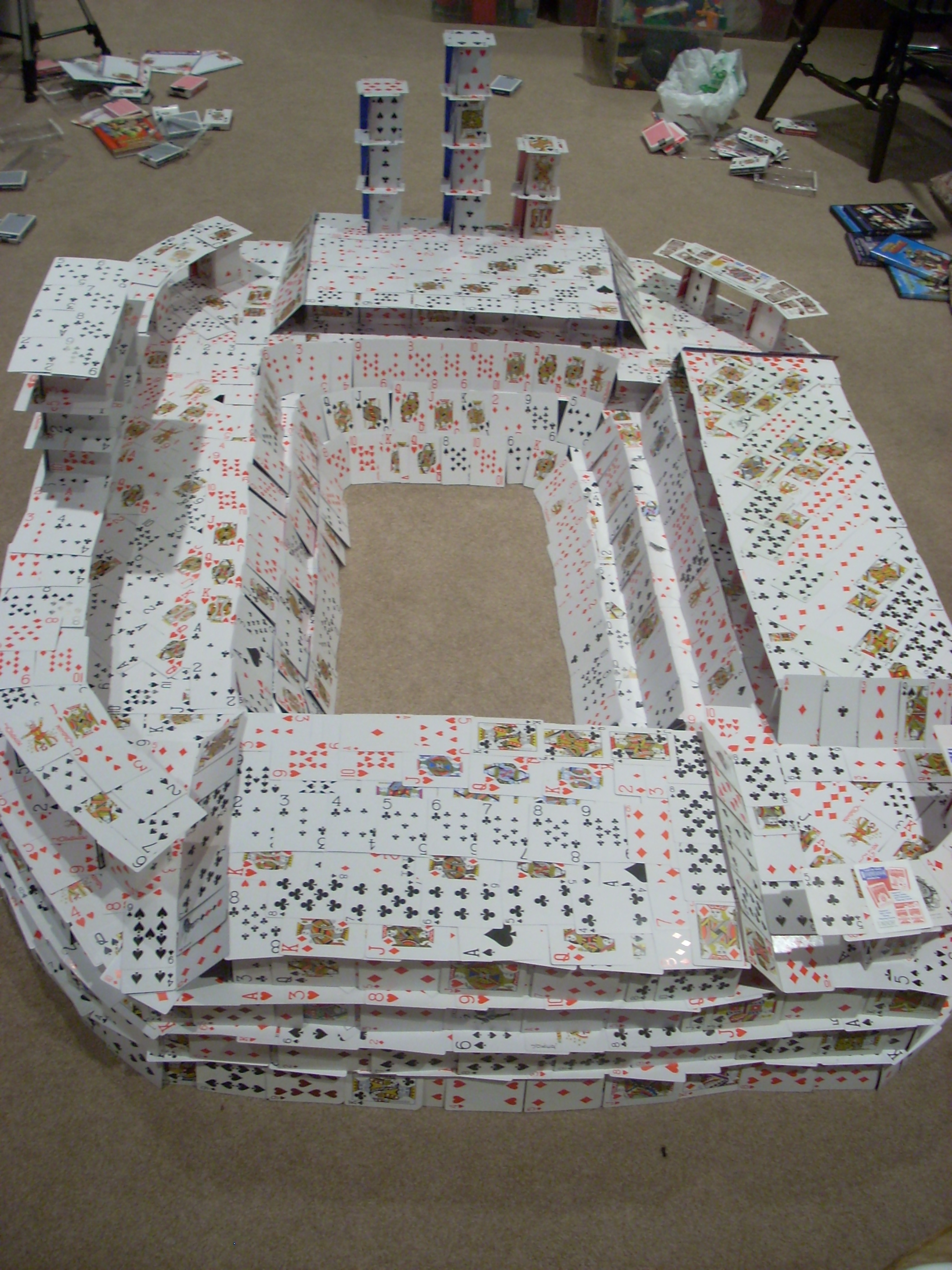
Un estadio de naipes, similar en su diseño a las estructuras de Bryan Berg.
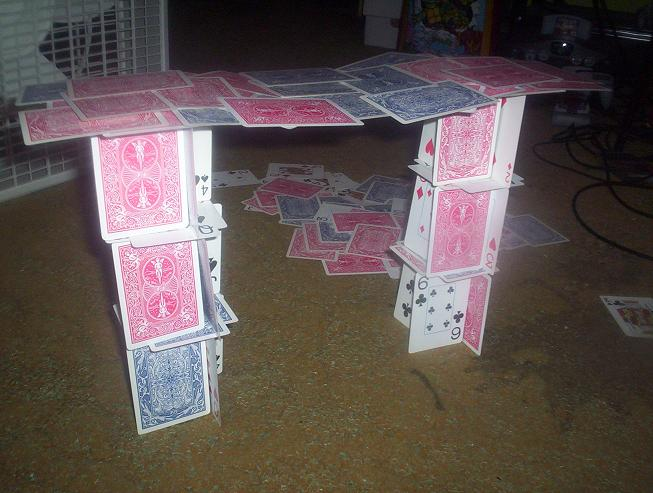
Un castillo de naipes con un puente entre sus dos pilares.

## Récords mundiales

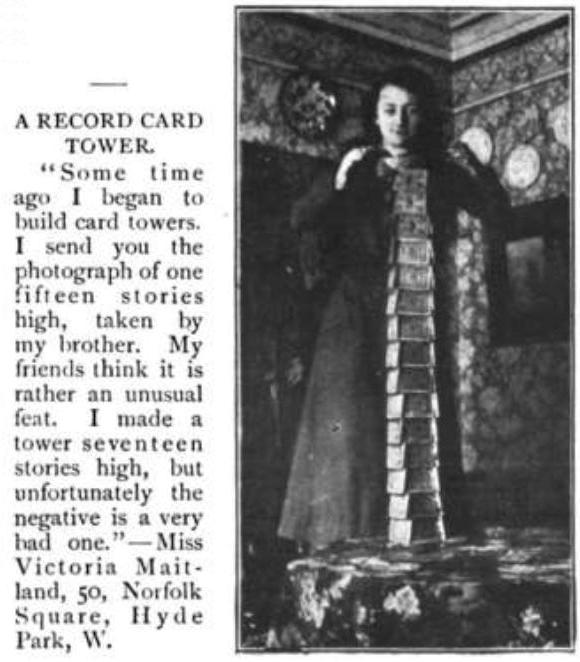
El primer castillo de naipes conocido que estableció un récord apareció originalmente en The Strand Magazine en septiembre de 1901.

El primer récord conocido de apilamiento de naipes fue logrado por Victoria Maitland, del Reino Unido. La fotografía de su obra se publicó en The Strand Magazine en septiembre de 1901. Era una estructura de quince plantas. Unos meses después, en abril de 1902, un nuevo récord fue presentado por Rosie Farner, también del Reino Unido, con una imagen de una torre de veinte plantas. Un tercer récord fue presentado en febrero de 1903 por F. M. Hollams del Reino Unido, con una torre de veinticinco plantas.
Otros récords, conseguidos sin doblar ni alterar los naipes, son:
- Joe Whitlam, del Reino Unido, con veintisiete plantas, el 28 de febrero de 1972.[6]
- James Warnock, de Canadá, con sesenta y una plantas, el 8 de septiembre de 1978.[7]
- John Slain, de los Estados Unidos, con sesenta y ocho plantas, el 3 de agosto de 1983.[8]
- Bryan Berg, de los Estados Unidos, con setenta y cinco plantas, el 21 de abril de 1992.[9]

Berg ha ostentado el récord desde entonces y ha creado muchos otros récords relacionados. Actualmente, ostenta el récord mundial por el castillo de naipes más alto, un «rascacielos» de 7.86 metros completado en la Feria Estatal de Texas en Dallas el 14 de octubre de 2007. También ostenta el récord por el castillo de naipes «más grande», una categoría que el Libro Guinness inventó para el evento, por una réplica del Castillo de la Cenicienta en el Walt Disney World Resort.
El 10 de marzo de 2010, Berg rompió su propio récord construyendo una réplica del casino The Venetian de Macao. Lo completó en cuarenta y cuatro días, usando 218 792 naipes. La estructura tenía más de 4000 cubiertas, medía 10.5 x 3 metros y pesaba más de 272 kilos.